# Campeonato Mundial de Ciclismo em Estrada de 1983
Os Campeonatos do mundo de ciclismo em estrada de 1983 celebrou-se na cidade suíça de Altenrhein de 31 de agosto a 4 de setembro de 1983.

## Resultados
| Event                       | Ouro                                                                                    | Ouro       | Prata                                                                 | Prata    | Bronze                                                                    | Bronze   |
| --------------------------- | --------------------------------------------------------------------------------------- | ---------- | --------------------------------------------------------------------- | -------- | ------------------------------------------------------------------------- | -------- |
| Provas masculinas           |                                                                                         |            |                                                                       |          |                                                                           |          |
| Homens - corrida em linha   | Greg LeMond · Estados Unidos                                                            | 7.01'21"   | Adri van der Poel · Países Baixos                                     | + 1' 11" | Stephen Roche · Irlanda                                                   | + 1' 11" |
| Contrerrelógio por equipas  | União Soviética · Youri Kashirin · Sergej Novolokin · Oleg Chuzhda · Alexandre Zinoviev | 1h 59' 12" | Suíça · Daniel Heggli · Heinz Imboden · Othmar Haefliger · Benno Wiss | + 1' 14" | Noruega · Terje Gjengaar · Dag Hopen · Hans-Peter Odegaard · Tom Pedersen | + 2' 17" |
| Amador - corrida em linha   | Uwe Raab · Alemanha Oriental                                                            | 4h 31' 53" | Niki Rüttimann · Suíça                                                | m.t.     | Andrzej Serediuk · Polónia                                                | + 4"     |
| Provas femininas            |                                                                                         |            |                                                                       |          |                                                                           |          |
| Mulheres - corrida em linha | Marianne Berglund · Suécia                                                              | 1h 38' 17" | Rebecca Twigg · Estados Unidos                                        | m.t.     | Maria Canins · Itália                                                     | m.t.     |